# Алексеев-Яковлев, Алексей Яковлевич
Алексей Яковлевич Алексеев-Яковлев (1850—1939) — русский режиссёр, художник и драматург.

Деятельность Алексеева-Яковлева была связана с народными театрами. С 1870 по 1897 год работал режиссёром в балаганных театрах Петербурга.
Увлёкся театром и занимался в любительском кружке Пятой гимназии, где помощь гимназистам оказывал В. В. Самойлов. Начал выступать на эстраде, в том числе в летних увеселительных заведениях «Екатерингофский воксал» и «Русский семейный сад». Затем его творческий путь был связан с балаганными театрами братьев Легат, В. М. Малафеева и А. А. Громова.
С 1880 по 1897 год руководил театром «Развлечение и польза» на Марсовом поле, где ставил феерические представления. Значительное место в репертуаре театра занимали классические литературные произведения, в том числе «Русалка», «Руслан и Людмила» по А. С. Пушкину, «Тарас Бульба», «Майская ночь», «Кузнец Вакула» по Н. В. Гоголю, «Дон Кихот» по Сервантесу, «Конек-Горбунок» по П. П. Ершову.
В период 1870—1890 годов был постановщиком массовых театрализованных представлений в садах «Аркадия» («Взятие Плевны», «Синопский бой»), «Крестовском», «Зоологическом», саду Народного дома, Михайловском манеже.
Ставил «живые картины» к концертной программе хора Д. Агренева-Славянского.
С 1898 года режиссёр, а с 1900 года — главный режиссёр всех театров Петербургского попечительства о народной трезвости.
По его собственному признанию многое он перенял у М. В. Лентовского.
В 1918 году организовывал массовые инсценировки на Петербургских площадях.
Является режиссёром-постановщиком целого ряда кинокартин, многие из них утрачены.

## Адреса в Санкт-Петербурге
- ул. Лизы Чайкиной, д. 17 / ул. Благоева, д. 3 (до середины 1920-х гг.)[5].